# Дружба (Алейский район)
Дружба — село в Алейском районе Алтайского края России. Административный центр Дружбинского сельсовета.

## История
Село основано в 1929 году как отделение Алейского зерносовхоза. В 1965 году выделено в отдельный совхоз «Дружба».

## Население
| 1997  | 1998  | 1999  | 2000  | 2001  | 2002  | 2003  | 2004  | 2005  |
| ----- | ----- | ----- | ----- | ----- | ----- | ----- | ----- | ----- |
| 1318  | ↗1347 | ↘1333 | ↘1332 | ↘1325 | ↘1267 | ↘1262 | ↘1235 | ↘1222 |
| 2006  | 2007  | 2008  | 2009  | 2010  | 2011  | 2012  | 2013  |       |
| ↗1309 | ↘1306 | ↘1305 | ↘1274 | ↘1114 | ↗1151 | ↘1115 | ↘1068 |       |

### Национальный состав
Согласно результатам переписи 2002 года, в национальной структуре населения русские составляли 93 %.

## Улицы
| - ул. 60 лет СССР, - ул. Восточная, - ул. Заречная, - ул. Кирзаводская, - ул. Комарова, - ул. Кузнечная, - ул. Мира, | - ул. Новая, - ул. Октябрьская, - ул. Первомайская, - ул. Пионерская, - ул. Пролетарская, - пер. Речной, - пер. Садовый, | - ул. Советская, - ул. Спартака, - пер. Торговый, - ул. Целинная, - пер. Центральный, - ул. Школьная, - пер. Южный. |

## Инфраструктура
В селе находятся дом престарелых — Дружбинский дом-интернат малой вместимости для пожилых людей и инвалидов, социальный приют для детей и подростков «Дружба».